# Летов, Сергей Фёдорович
Серге́й Фёдорович Ле́тов (род. 24 сентября 1956, Семипалатинск, Казахская ССР) — российский музыкант, саксофонист, импровизатор, основатель музыкального издания «Пентаграмма», «полный и действительный член академии зауми». Старший брат рок-музыканта Егора Летова.
Сергей Летов играет на саксофонах (сопрано, тенор, баритон, C-Melody), бас-кларнете, флейтах (в том числе на флейте пикколо и альтовой), этнических деревянных духовых инструментах, духовых MIDI-контроллерах Akai EWI USB, Roland Aerophone Pro и Yamaha WX-5, инструментах собственного изобретения.
Работал с многочисленными группами и музыкантами, в том числе со своим братом Егором Летовым и его группой «Гражданская Оборона», Сергеем Курёхиным и его проектом Поп-механика, Алексеем Борисовым и Иваном Соколовским, Максимом Трефаном, группой «ДК», Валентиной Пономарёвой, группой EXIT project, Рада и Терновник. Писал музыку к фильмам и снимался в кино, появлялся в передачах на радио и телевидении. Автор музыки к спектаклям Театра на Таганке, МХАТа и др. театров в Москве, в Италии, Австрии.

## Биография
Родился 24 сентября 1956 года в Семипалатинске. Мать — Тамара Георгиевна Летова (Мартемьянова) (1935—1988), отец — Фёдор Дмитриевич Летов (1926—2018) — военный, в 1990-х — секретарь райкома КПРФ в Омске, брат — рок-музыкант, звукорежиссёр, лидер группы «Гражданская Оборона» Егор Летов (1964—2008).

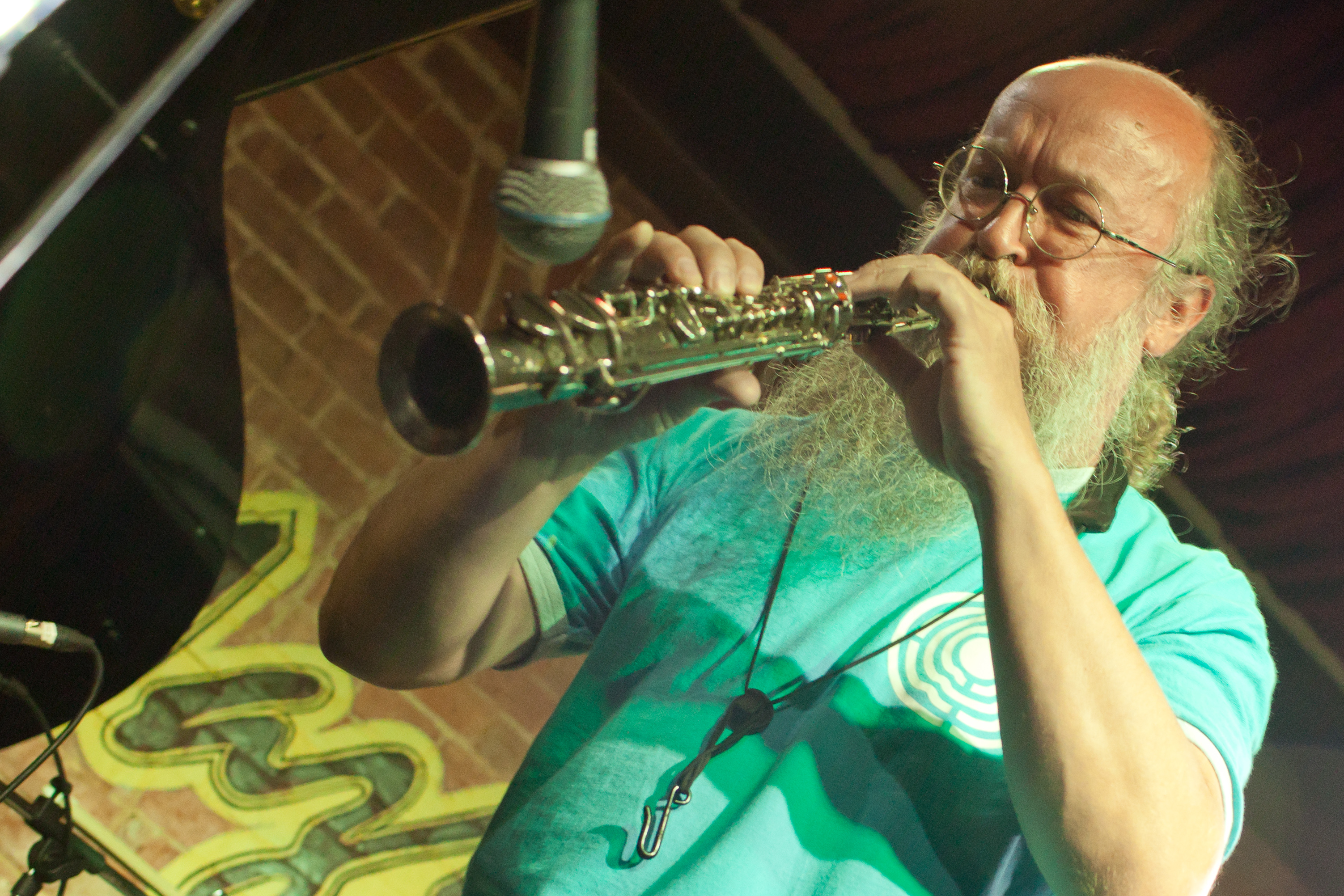
Сергей Летов, 2013

Учился в физико-математической школе-интернате при НГУ в Академгородке города Новосибирска. Окончил Московский институт тонкой химической технологии, аспирантуру во Всесоюзном институте авиационных материалов (ВИАМ), Эстрадно-духовое отделение Тамбовского культпросвет училища.
Работал над теплозащитными покрытиями советского шаттла «Буран». Самоучкой стал играть на саксофоне, флейте, бас-кларнете. С 1975 года живёт в Москве.
Первое публичное выступление — в апреле 1982 года, с ансамблем ударных инструментов Марка Пекарского (соло на баритон-саксофоне).
В 1982—1993 годах работал с Сергеем Курёхиным как дуэтом, так и в проекте Курёхина «Поп-механика». Состоялись совместные выступления в СССР и Европе, съёмки в фильмах «Диалоги» и «Трагедия в стиле Рок», появление на телевидении в программе Музыкальный ринг.
С 1984 года Сергей Летов играл и записывался с рок-группами «Аквариум», «Центр», «ДК», «Алиса», «ДДТ», «Доктор», «Весёлые картинки», «Ночной проспект», «Атональный синдром», «Земля и небо», «Мягкие звери» и Иван Соколовский, «Умка и Броневичок», «Overdrive», «Рада и Терновник», «Московское время», Егор Летов и «Гражданская оборона», Олег Гаркуша и Михаил Коловский, Фёдор Чистяков.
В 1985 году Сергей Летов основал духовой ансамбль Три О, в котором в разное время принимали участие Аркадий Шилклопер (валторна), Аркадий Кириченко (туба, эуфониум, бас-труба, вокал), Александр Александров (фагот), Юрий Парфёнов (труба, альт-хорн). «Три О» выступал на джазовых фестивалях СССР, а также в Европе и США.
С 1986 года сотрудничал с певицей Валентиной Пономарёвой. Дуэт давал концертные выступления, снимался в кино.

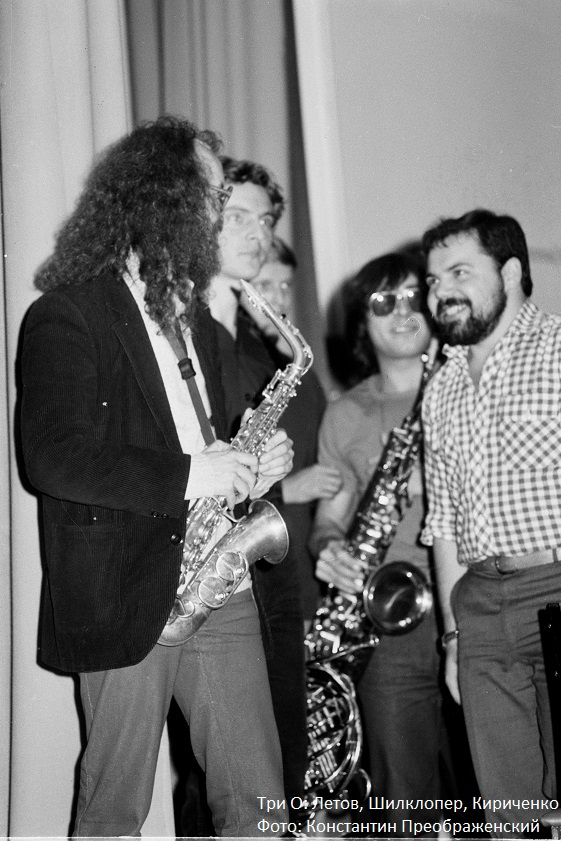
Три О (Сергей Летов, Аркадий Шилклопер, Аркадий Кириченко в расширенном составе, 1987—1988 год. Фото Константина Преображенского

Сотрудничал с Немецким культурным центром им. Гёте (Гёте-Институт). В рамках этого сотрудничества он выступал на выставках немецкой фотографии и делал музыкальные программы, посвящённые изобретателям кино братьям Складановски и Францу Кафке, а также вместе с Алексеем Борисовым написал музыку к немому фильму Фридриха Мурнау «Фауст» (1926).
С 1998 года выпускает CD-R в собственном издательстве «Пентаграмма». Некоторые альбомы, изданные таким образом, позднее были переизданы в виде компакт-дисков (издательства «ХОР Рекордз», «Отделение Выход»).
В декабре 1999 года участвовал в проекте Грейс Юн «Конец Иллюзии» в Кёльне — последнем джазовом эфире тысячелетия на радио West-Deutsche Rundfunk. Принимал участие вместе с Три"О", пианистом Мэлом Уолдроном, вокалисткой Джин Ли, Романом Бункой, Бликсой Баргельдом (Einstürzende Neubauten) и другими.
Совместно с Владом Быстровым лауреат премии С. Курёхина 2013 «Электромеханика» (Санкт-Петербург) с проектом «Электронное дыхание» показанного на фестивале «Платформа».
В 2003 году начал сотрудничать с немецким обществом «Запад-Восток BDWO».
Статьи Сергея Летова публикуются на сайтах Топос и Специальное радио.
С октября 2004 года читает лекции о современной музыке в Московском институте журналистики и литературного творчества (ИЖЛТ).

### Личная жизнь
Супруга — Ольга. Три дочери. Старшая — Диана, родилась 11 мая 1978 года. Средняя — Сабина. Младшая родилась 19 января 2012 года.
С младшим братом Игорем (более известным как Егор) у Сергея Летова были многочисленные разногласия: «Главное наше с братом различие заключалось в том, что я никогда не стремился к широкой популярности. Количество публики на концертах и число поклонников для меня никогда не было чем-то важным. Для меня правильным путём была верность своим убеждениям и интересам. Мы с Игорем много спорили об этом. Его раздражала моя, скажем так, элитарность — то есть адресованность немногим. Причём раздражала сильно. Он чувствовал в этом постоянное посягательство на собственную внутреннюю правду. Когда Игорь был молодым человеком, он ощущал сильное давление с моей стороны, и многие мои знакомые справедливо меня за это порицали. Будто я слишком сильно на него давлю, пытаюсь привить ему свои взгляды на жизнь, а у него якобы есть свой собственный путь, правильный. Результатом этих разногласий и стал его отъезд из Москвы в Омск и прекращение наших совместных занятий музыкой в 1980-е годы».

## Общественная позиция
Приветствовал возвращение Крыма в состав России, неоднократно выступал там.
В связи с российско-украинской войной Сергей Летов был вынужден отменить свои выступления на Украине.
Поддержал военное вторжение России на Украину.

## Дискография
- Три О. Триалог. SoLyd Records, SLR 0031, 1995
- Document. New music from Russia. The 80-s. Leo Records CD LR 805
- Conspiracy. Zurich 1989. Leo Records CD LR 810
- Conspiracy. Zurich 1989. Leo Records CD LR 811
- Conspiracy. Zurich 1989. Leo Records CD LR 812
- Sergey Kuryokhin. Polynesia. RCA Victor. VDJ-1209
- Сергей Курёхин Полинезия. SoLyd Records SLR 0267
- sergey kuryokhin & pop-mechanika. live in france. kurizza records, kr cd 804
- Enrico Fazio. — Vittorino Curci. Favola. C. V. C. 9921-2
- Kings & cabbages. Moscow Composers Orchestra. Leo Records Laboratory Leo Lab CD 005
- Moscow Composers Orchestra & Sainkho (Сайнхо Намчылак) Life at City Garden. U-Sound UD 95027
- Мягкие звери / Soft Animals. Conquest of the Arctic. random mdcd 001
- dice 2 [she says]. Ishtar Records CD002/1996
- Курёхин. Трагедия в стиле рок. СОЮЗ SZCD 0679-97
- Sergei Kuryokhin. Divine Madness. Leo Records LR CD 816
- Солдат Семёнов. Ни шагу назад! Звукореки AS-005
- Sainkho (Сайнхо Намчылак). Out of Tuva. Craw 6 EFA CD 07609 26
- ДДТ. Время. DDT Records. BD 154
- Инна Кузнецова. Одинокий остров + 4 Remakes DJ OBJie. Objective Music OMCD 0698
- Сучилин. Летов. Пиллаев. Пальма Мира. Objective Music B 106
- Умка и Броневичок. Командовать парадом. Отделение Выход В 100
- «АУ» (Свинья) «Праздник Непослушания или Последний День Помпеи» 1998 В 088
- Valentina Ponomareva. FORTE. boheme music CDBMR 904056
- Yury Yaremchuk. Duets. Landy Star LS-021-01
- Misha Feigin with Serguei Letov. Moscow in June. Spontaneous Folks Records
- ДК. ДМБ-85 — SS Records 0898
- ДК. Оккупация — SS Records 06/0701
- ДК. Оркестр Девушки Кати — SS Records 1201
- ДК. До Основанья, А Затем — SS Records 9804
- ДК. Пожар В Мавзолее — SS Rec 0020 — 1995 USA
- ДК. Снова Любовь Поселитца — SS Rec 1301
- Ник Рок-н-Ролл и группа Трите Души. Падре. Отделение Выход. В 148
- Сергей Курёхин. Италия. Solyd Records. SLR 0269/0270
- Сергей Курёхин. Ибливый опоссум. Solyd Records. SLR 0273
- Сергей Курёхин. Дон Карлос. Solyd Records. SLR 275
- Сергей Курёхин. Призрак Коммунизма. Solyd Records. SLR 0281
- ДК. Минное Поле им. 8 Марта — SS Rec 1802
- ДК. Москва Колбасная — SS Rec 16/1702
- Гражданская Оборона. Свобода. ХОР Рекордз HCD 075
- ДК. Семья Цветочных Королей — SS Rec 14/1502
- Три"О" и один Д. А. Пригов. ХОР Рекордз HCD / 056a Pentagramma
- Сергей Летов Алексей Борисов Anton Nikkila. ХОР Рекордз. HCD 060a Pentagramma
- Гражданская Оборона. Звездопад. ХОР Рекордз. HCD-057
- Гражданская Оборона. Трибьют. Мистерия звука. MZ 075-2
- Прыжки в ширину. И. Захаров — В. Талабуев — Сергей Летов — А. Александров — В. Владимиров — С. Проскурин. Проект «Уральский Характер»
- Сергей Летов, Алексей Борисов, Д. А. Пригов. Концерт в О. Г. И. Отделение «ВЫХОД» В 168 — Pentagramma 027
- Гражданская Оборона. Свобода. ХОР Рекордз. HCD-085
- Enrico Fazio — Serguei Letov Compgni di strada cmc 2002-2
- Егор и Сергей Летовы. Концерт в о.г.и. ХОР Рекордз hcd-074
- Golden Years of Soviet New Jazz. Volume III Leo records GY 411
- Golden Years of Soviet New Jazz. Volume III Leo records GY 412
- SAX-MAFIA — HOR Records, hcd-078 Pentagramma
- Сергей Летов — Юрий Парфёнов. Тайное учение. ХОР Рекордз / hcd-066
- SAX-MAFIA Mostrec 944 (CD-R) Pentagramma
- Zoo Jazz. Hivernale Pudeur. Sergey Letov. Pascal Rousseau. Ivan Sokolovsky. Exotica EXO 03137
- Alex Rostotsky/Yury Parfenov. Once Upon a Time in the City of Kazan Cosmic Sounds CS-17
- Vladimir Miller and Quartets. Long Arms CDLA 03052
- Андрей Сучилин. Quasiland RAIG R 002
- Virtual Flowers. Dark Cocktail. Random Music. www.golovibes.sovintel.ru RNDCD 006
- Sokolovsky Ivan, Letov Serguei. Simulated Prison. Random Music, 2005 RNDCD 007
- The New Blockaders/Gosplan Trio. Sound Sketch for Raging Flames http://www.klanggalerie.com gg92 CD
- Рада и Терновник. Заговоры. Выргород 041
- Саинхо Намчылак. Аржаана. Азия+ A035
- Сергей Курёхин. Поп-механика. Westbam. PMC 98007 2002
- TriO & Sainkho (Сайнхо Намчылак). Forgotten streets of St. Petersburg Leo Records CD LR 439
- Rada and Gosplan trio отделение выход CD B242
- Хлам Vudstokэvrиdэй отделение выход CD B 227
- Embryo 2000 live vol. 1 Indigo 9753-2
- Второй диск «Живой Маяковский» с участием трио КолЛеГа (Олег Гаркуша, Михаил Коловский, Сергей Летов)
- Олег Гаркуша, Михаил Коловский и Сергей Летов в Мурманске. CD 040 (2004)
- Moscow Composers Orchestra & Sainkho Namchylak. Portrait Of An Idealist. CD LR 527 — LEO RECORDS
- ХЛАМ. ИNDUSTRИAL DЖАZ. ОТДЕЛЕНИЕ ВЫХОД 2009 В253
- The BIG Sax CD. Contemporary Baritone Saxophones. SLAMCD 406 (Carlo Actis Dato, Charles Evans, George Haslam, Mikko Innanen, Sergey Letov, Javier Zalba)
- RИVUЩИЕ STRUNЫ ПРА ЛЮБОВЬ T.D. & T.П. •monotone 003
- ХЛАМ. СВЕРХ НОВЫИ СВЕРХ РУСКИЕ. ОТДЕЛЕНИЕ ВЫХОД 2009
- Расслоение. Рок-сюита по роману Анатолия Рясова «Прелюдия. Homo Innatus». Слой первый: Пепел. HB 125
- Расслоение. Рок-сюита по роману Анатолия Рясова «Прелюдия. Homo Innatus». Слой второй: Спектакль. HB 126
- Вера Сажина. Подземные Воды. ВОСХ 009
- Killdozer. Fuck The System Jazz
- Электрические партизаны. Чёрный Протуберанец или Нам нужна Анархия!
- Адаптация. Цинга. Выргород 157
- 3F Project. Археология геополитики. Выргород 170
- Кузьма и ВиртУОзы. НА МЯГКИХ ЛАПАХ. Выргород 166
- Скляр Александр Ф. и Ва-Банкъ. Оставайтесь, друзья, моряками! Песни Владимира Высоцкого. Союз Мьюзик
- Tribute to Вадим Курылёв и Электрические партизаны. Дух противоречия
- Killdozer. War Outsiders. Отделение ВЫХОД
- Zatvor. Ключ Земли
- Летов, Борисов, Кавина, Китляр, Сальников. Oxford News. Live at Ground Hodynka Space
- Кузьма и ВиртУОзы, Сергей Летов, Андрей Машнин, Byzantine Art Punk Ensemble. Концерт 19.02.2018 «Летов в Сердце»
- Электрические партизаны. Подземное время. Кап-Кан
- Адаптация. Оруэлл. Выргород
- Летов Сергей, Харада Ёриюки Live. Выргород
- Летов Сергей — «Музыкальная топография Москвы» Выргород 2021
- 河崎純 feat.ジー・ミナ / Eurasian Poetic Drama by Jun Kawasaki: HOMELANDS EXJP 024 Bishop Records, Япония
- 河崎純 feat.マリーヤ・コールニヴァ / Eurasian Poetic Drama by Jun Kawasaki: STRANGELANDS EXJP025 Bishop Records, Япония
- Бранимир «Добрые песни» («ОГНИ рекордс», ОГНИ 15, 2022)
- Сергей Летов — Александр Рагазанов. Новый взгляд в Прошлое. Бомба-Питер CDMAN 685-19
- Project NT + Сергей Летов & Soundrama. БУРЕЛОМ
- МЫ ЗДЕСЬ! Сборник русскоязычных групп из Австрии и Германии с участием Сергея Летова, Олега Гаркуши и гр. Distemper. Выргород, 2021
- Летов — Марто — Бичан «Первое путешествие». Отделение ВЫРГОРОД, 2023
- ПАНИЧЕСКАЯ АТАКА Основы любви и промышленной безопасности «Выргород» 2023 (2CD)
- Стёкла и Сергей Летов на концерте Ник Рок-н-Ролл & группа Коба 30 лет спустя. Москва. 22 мая 2022 г. Мумий Тролль Music Bar (CD+ DVD)
- Cyclofillydea — Amor Est Sicut Alis Dei (2023)

### Винил
- Три отверстия. Ансамбль Современной Музыки Три"О". Мелодия С60-28461
- Сергей Курёхин. Полинезия. Мелодия С60-28421
- Sergey Kuryokhin. Introduction in Pop-mechanics. Leo Records LR 146
- Popularnaia Mehanika. Kino. West Bam. EFA WSFA 3F 57
- Валентина Пономарёва. Искушение. Мелодия С60-28293
- Valentina Ponomareva. Intrusion. Leo Records LR 156
- Rocking Soviet. Antenne/Janus JD 10 CNUF 29749 10030
- Международный Джазовый Фестиваль Ленинград `89. Мелодия С60-30587 (Сайнхо + Сергей Летов + Александр Александров)
- фАУ. Праздник непослушания. Отделение ВЫХОД
- Кузьма и ВиртУОзы. На Мягких лапах. Sutcliffe Rerords / Выргород
- Andrei Suchilin, Sergey Letov, Aleksander Pillayev. Palma Mira. Ethbo. ETHBO15
- Valentina Goncharova. Recordings vol.2. Shukai 6
- Cotenius X / Plastic Bag / ARMA 026

### DVD
- Умка и броневик. Стеклянная рыбка: 10 лет в сети (Праздник поневоле) (2009, запись концерта 18.05.2008 в клубе IKRA. Выргород V03
- ГРАЖДАНСКАЯ ОБОРОНА 25 лет. КОНЦЕРТ-ПОСВЯЩЕНИЕ (Сергей Летов, Кузьма и Виртуозы и др.) (2010, запись концерта 26.01.2010 в клубе Орландина. Выргород V09
- олег гаркуша и сергей летов в клубе «посторонним в» екатеринбург 14.03.06 отделение выход В302
- Чёрный Протуберанец или Нам нужна Анархия!
- Sergey Kuryokhin THE SPIRIT LIVES. Leo Records
- Летов в Сердце. (CD+DVD) Выргород
- Стёкла и Сергей Летов на концерте Ник Рок-н-Ролл & группа Коба 30 лет спустя. Москва. 22 мая 2022 г. Мумий Тролль Music Bar (CD+ DVD)

## Музыка к фильмам и спектаклям

Сергей Летов озвучивает фильм «Фауст. Народная легенда»

Сергей Летов писал и/или исполнял музыку к следующим фильмам и спектаклям:
- Пауль Вегенер. Голем, как он пришёл в мир[11]. Музыкальное сопровождение немого кино
- Георг Вильгельм Пабст. «Сокровище»[12]. Музыкальное сопровождение немого кино
- Фридрих Мурнау. «Фауст. Народная легенда». Музыкальное сопровождение немого кино
- Дзига Вертов. «Одиннадцатый»[13]. Музыкальное сопровождение немого кино
- Сергей Эйзенштейн. Стачка[14]. Музыкальное сопровождение немого кино
- Музыкальное сопровождение кино: фильм Фридриха Мурнау «Носферату»
- 2004 музыка к телефильму «Николай Эрдман — выстрел самоубийцы» Алексея Бурыкина (ОРТ, «Цивилизация»)
- Музыкальное сопровождение кино: фильм Фрица Ланга «Метрополис» (с 2005 — совместно с Алексеем Борисовым и Александром Александровым)
- Музыкальное сопровождение кино: фильм Якова Протазанова «Аэлита» (с 2005 — совместно с Алексеем Борисовым и Ланой Аксёновой, Лидией Кавиной)
- Музыкальное сопровождение кино: фильм Василия Гончарова и Александра Ханжонкова «Оборона Севастополя»
- 2008 музыка к телефильму «Я гений Николай Глазков» Алексея Бурыкина
- Музыкальное сопровождение кино: мультфильм Лотты Райнигер «Приключения принца Ахмеда» (совместно с Керимовым Теймуром Надиром оглы)
- Музыкальное сопровождение кино: фильм Бунтаро Футагава «Ороти» (совместно с Владимиром Нелиновым)
- Музыкальное сопровождение кино: «Пустой номер» (фильм, 2013). Роль саксофониста / ангела-хранителя.

### Работы в театре
- 1984—1999 с актёрами Александром Филиппенко, Алексеем Петренко, Виктором Персиком, Никой Косенковой.
- 1988—1989 в «Театре Импровизации Союза Театральных Деятелей СССР» (Олег Киселёв) «Сегодня мы импровизируем»
- 1990—1991 в «московских Творческих Мастерских» (Михаил Мокеев) — «Праздник Топора» (по «Преступлению и наказанию» Ф. М. Достоевского)
- 1989—1992 в «Школе Драматического Искусства» Анатолия Васильева «Визави», «Бесы»
- 1991 в «Центре Экспериментального Театра» в Риме — «Алкеста» Эврипида в постановке иранского режиссёра Шару Керадман. Выступления с труппой театра в Италии.
- 1992 «Смерть Принца Бессмертного» (эпизод битвы Рустама и Исфендияра по «Шах-Наме» Фирдоуси) — режиссёр и исполнитель Реза Керадман
- 1996—1998 «Стая» в «Классе Экспрессивной Пластики» под руководством Геннадия Абрамова — гастроли по Италии, Германии, Франции
- с 1996 — «Москва-Петушки» по поэме Венедикта Ерофеева (режиссёр Валентин Рыжий, поставлено в буфете Театра на Таганке). Спектакль гастролировал в США и Израиле.
- 1997 — с Кинетическим Театром Саши Пепеляева — «Рот-тишина» (по эссе Виктора Ерофеева «Мужское богатство»).
- 1998 — музыка к спектаклю Генриха фон Клейста «Принц Гомбургский» (реж. Михаил Мокеев), поставленного в театре Александра Калягина «Et Cetera»
- с 1998 «Марат и Маркиз да Сад» в Театре на Таганке (режиссёр Ю. П. Любимов).
- 1998 — музыка к спектаклю Владимира Сорокина «Hochzeitsreise» в театре «Saumarkt» в Фельдкирхе, Австрия (реж. Андреас Марент) и играл на премьере
- в 1999 — музыка к спектаклю «Джульетта и её Ромео» (текст Клима, постановка В. Берзина) во МХАТе им. Чехова
- в 2001 — музыка к спектаклю «Entre Nous» (реж. Кристоф Фётрийе), поставленному в театре «Человек»
- в 2008 — роль прорицателя Тиресия в спектакле «Антигона — VSEGDA» (реж. Ника Косенкова)
- с 2013 — участие в балете хореографа и солистки Большого Театра Анны Кобловой «Фантазии на тему Полинезии» на музыку Сергея Курехина
- 2014 — аранжировка музыки и участие в спектакле «Таганский фронт» Театра на Таганке
- с 2014 — участие в спектаклях Влада Маленко «1945. Сотворение мира. Репост» и «Севастополь»
- с 2017 — музыка к спектаклю Влада Маленко «Площадь Революции. 17» — Московский Театр Поэтов
- с 2018 — музыка к спектаклю Леонида и Марины Красновых «Трагедия „Владимир Маяковский“» — Театральный Особнякъ, Москва
- 2019 — участие в опере Дзюна Кавасаки «Управляющий Сансё» (Алматы, Казахстан и Сеул, Корея)
- 2019 — музыка к «Сезону стихов» МХАТ им. А. М. Горького
- 2020 — музыка к спектаклю «Осторожно, басни!» в театре ETCETERA совместно с В. Нелиновым
- 2021 — Театральный Особнякъ."19 Айболит 42" или «Одолеем Бармалея» (по Корнею Чуковскому)
- 2022 — Московский Драматический театр им. Н. В. Гоголя — «Портрет Дориана Грея» (реж. Константин Мишин) — автор музыки и участие в спектакле
- 2024 — театр Практика — перформанс «Музыкальные игры» (реж. Ю. Квятковский) — исполнение роли «Реального Летова» и музыкальные импровизации

## Книги
- Летов Сергей. Кандидат в Будды. — Амфора, 2014. — 287 с. ISBN 978-5-367-03060-0